# Villa Rachele
Pour les articles homonymes, voir Rachele.
La villa Rachele est une villa monumentale de Naples, située sur le Vomero, via Tasso. Elle a été édifiée dans le style Art nouveau (Liberty en italien), en face de la Villa Spera.

## Description
La villa a été construite au début du XXe siècle sur le projet de l'architecte Mazza.
La décoration de la façade est éclectique : l'entrée est flanquée et précédé de colonnes ioniques et les fenêtres, dont certaines sont des fenêtres à meneaux, sont caractérisées par des corniches en stuc. La balustrade de l'escalier est en fer forgé. Des palmiers entourent le bâtiment. 